# Prior

Wappen eines Priors

Ein Prior (von lateinisch prior ‚früherer‘, ‚vorderer‘, ‚vorheriger‘, ‚ersterer‘, ‚vortrefflicher‘, von prius/prior, ‚zuerst‘, ‚zunächst‘, ‚zuvor‘, ‚vorher‘) oder in Frauenklöstern eine Priorin ist ein Amt in einer Ordensgemeinschaft.

## Begrifflichkeiten
In mehreren Klostergemeinschaften, die keinen Abt kennen, ist der Prior der Vorsteher des Klosters. Sein Vertreter ist der Vikar oder der Subprior, beispielsweise bei den Dominikanern, Karmeliten und Kartäusern. In Klöstern, die einen Abt als Vorsteher haben, ist der Prior dessen Vertreter, beispielsweise bei den Benediktinern, Zisterziensern oder Trappisten. In diesen Orden gibt es darüber hinaus auch Klöster, die nicht den Rang einer Abtei haben und von einem Prior oder einer Priorin geleitet werden. Sie werden daher mit Priorat oder Priorei bezeichnet und können abhängig oder unabhängig (Konventualprior) von einer Abtei sein. Im Mittelalter wurde die Priorin eines abhängigen Konventes auch „Magistra“ genannt.
Die Benediktiner kennen verschiedene Formen des Priorates:
- Der Konventualprior leitet ein Konventualpriorat, ein selbständiges Kloster, das (noch) nicht Abtei ist. Er hat alle Pflichten und Rechte eines Abtes.
- Der Klaustralprior ist der Stellvertreter eines Abtes und für das innere Leben der Gemeinschaft (die Klausur) zuständig. Er wird vom Abt ernannt, der zuvor die Meinung der Mönche erfragt.
- Der Simplex-Prior ist der Obere eines kleinen Priorates, das von einer Abtei abhängt. Er wird vom Abt der Mutterabtei ernannt.
- Der Prior-Administrator leitet eine Abtei, die wegen einer zu geringen Zahl von Mönchen oder aufgrund besonderer Umstände keinen Abt wählen kann. Er hat alle Pflichten und Rechte eines Abtes. Er wird nur auf drei Jahre gewählt, in der Hoffnung, dass dann wieder eine Abtswahl möglich ist.
- Der Subprior wird tätig, wenn einer dieser Prioren abwesend ist oder ausfällt. Er ist der dritte Mann in einer Abtei und der zweite Mann in einem Priorat.

Der Vorsteher eines Franziskaner-, Minoriten- oder Kapuziner-Klosters wird als Guardian bezeichnet.
Auch in evangelischen sowie ökumenischen Kommunitäten gibt es das Amt des Priors oder der Priorin, z. B. bei der Communität Christusbruderschaft Selbitz, der Jesus-Bruderschaft (Kommunität Gnadenthal), der Christusträger Bruderschaft (Kloster Triefenstein), der Jesus-Gemeinschaft Marburg und der Communauté de Taizé.
Die Vorsteherin eines Damenstifts wurde im regionalen Dialekt manchmal auch als Priörin bezeichnet, so etwa in den schleswig-holsteinischen Damenstiften St.-Johannis-Kloster vor Schleswig, Kloster Uetersen und Kloster Preetz.

## Ritterorden
Der alte Malteserorden war in Großpriorate gegliedert, die Ordensprovinzen entsprachen. Die Großpriore beaufsichtigten die Kommenden, die teilweise in Balleien zusammengefasst waren (→ Liste ehemaliger Johanniterkommenden). Ein oder mehrere Großpriorate gehörten einer landsmannschaftlichen Zunge an. Heute verfügt der Malteserorden über sechs Großpriorate (Rom, Lombardei und Venedig, Neapel und Sizilien, Böhmen, Österreich und England).
Im Deutschen Orden, dessen Kommenden von den Landkomturen beaufsichtigt wurden, war der Prior der Vorsteher der Priesterbrüder einer Kommende, einige übernahmen auch die Aufgaben des Komturs. Der Prior der Kommende Marburg erhielt 1246 das Recht, die Mitra zu tragen.
Der bayerische Hausritterorden vom Heiligen Georg war formal in die Großpriorate Oberbayern, Niederbayern und Oberpfalz unterteilt, später kam Franken hinzu. Die Großprioren wurden aus den Prinzen des bayerischen Hauses erwählt.
Die 50 Großkreuze des Konstantinordens leiteten formal eine der 50 Provinzen, die sich auf die angeblichen ursprünglichen Großpriorate, Priorate und Balleien zurückführten.
Der Ritterorden vom Heiligen Grab zu Jerusalem verfügt über einen Großprior, den Lateinischen Patriarchen von Jerusalem, für den Gesamtorden, einen bischöflichen Großprior in jeder Statthalterei und einen Prior in jeder Provinz. Die Großprioren und Prioren sind die geistlichen Leiter in der Statthalterei bzw. der Provinz.

## Ordensregeln
Die jeweilige Ordensregel oder die Konstitutionen enthalten Angaben zur Wahl eines Priors oder einer Priorin und zu seinen Vollmachten und Pflichten. So heißt es in der Regel des hl. Albert, die dem Karmelitenorden zugrunde liegt, dass der Prior seine Zelle in der Nähe der Klosterpforte haben solle, „damit er als erster allen, die dorthin kommen, begegnen kann und dann alles, was zu tun ist, nach seinem Ermessen und auf seine Anordnung hin geschehe.“